# Hong Kong Exchanges and Clearing
Hong Kong Exchanges and Clearing Limited (kurz HKEX, chinesisch 香港交易及結算所有限公司 / 香港交易及结算所有限公司, auch 香港交易所 bzw. 港交所) ist das Holdingunternehmen der Hongkonger Aktienbörse. Das Unternehmen wurde am 6. März 2000 gegründet und ist im Aktienindex Hang Seng Index enthalten.
Am 15. Juni 2012 gab die Hong Kong Exchanges and Clearing die Übernahme der London Metal Exchange für umgerechnet rund 1,7 Mrd. Euro bekannt. Zur HKEX gehört außerdem die Hong Kong Futures Exchange.

## Mitgliedschaften
Die Börse ist Mitglied in:
- World Federation of Exchanges[4]
- Asian and Oceanian Stock Exchanges Federation
- Sustainable Stock Exchanges Initiative